# Johny Schleck
Johny Schleck (nascido em 22 de novembro de 1942) é um ex-ciclista luxemburguês, que competiu como profissional entre 1965 e 1974.
Participou do Tour de France sete vezes. De 1965 até 1968, competiu para a equipe Pelforth - Sauvage - Lejeune, e na equipe Bic, de 1969 até o fim de sua carreira. Schleck competiu no Tour de France, ao serviço do vencedor de 1968, Jan Janssen e vencedor de 1973, Luis Ocaña, e também conseguiu terminar entre os 20 melhores da classificação geral duas vezes: 19º em 1970 e 20º em 1967. Venceu uma etapa na Volta a Espanha 1970 e o Campeonato de Luxemburgo de Ciclismo em Estrada. O pai de Johnny, Auguste Schleck, também contestou os eventos na década de 1920. Johny competiu na prova de estrada individual nos Jogos Olímpicos de Tóquio 1964.
Johny é casado e tem três filhos, dois deles são ciclistas profissionais: Fränk (nascido em 1980) e Andy (nascido em 1985).